# توني موران (ملحن)
توني موران (بالإنجليزية: Tony Moran)‏ هو ملحن ومنتج أسطوانات ودي جيه ومغن مؤلف أمريكي، ولد في 1950 في نيويورك في الولايات المتحدة.

## وصلات خارجية
- الموقع الرسمي
- توني موران على موقع IMDb (الإنجليزية)
- توني موران على موقع ميوزك برينز (الإنجليزية)
- توني موران على موقع ديسكوغز (الإنجليزية)
- توني موران على موقع قاعدة بيانات الفيلم (الإنجليزية)